# Northiella narethae
Northiella narethae (H.L.White, 1921) è un uccello della famiglia degli Psittaculidi, endemico dell'Australia.